# Guanókormorán
A guanókormorán (Phalacrocorax bougainvillii) a madarak (Aves) osztályának a szulaalakúak (Suliformes) rendjébe, ezen belül a kárókatonafélék (Phalacrocoracidae) családjába tartozó faj.
Nevét a guanóról (ürülék), a  nagyon értékes természetes trágyáról kapta.
Tudományos nevét Louis Antoine de Bougainville, neves francia felfedező és természettudós tiszteletére kapta.

## Előfordulása
Dél-Amerikában Chile, Ecuador és Peru területén honos. Korábban előfordult Patagónia argentin felének  csendes-óceáni részén is, de onnan kipusztult. Tengerpartok lakója.
Alapvetően egy helyben élő faj. Mivel a táplálékát jelentő halfajok a hideg Humboldt-áramlatban élnek az El Niño jelenséget követő években (amikor a tengeráramlás eltolódik) sokszor kénytelen elvándorolni északabbra, így észlelték már Ecuador, Kolumbia, sőt Panama területén is. Azokban az években, amikor kénytelen elvándorolni nem fészkel, így olykor több szaporodási időszak is kimaradhat.
|  |

## Megjelenése
Testhossza 78 centiméter. Feje, nyaka és testének felső része zöldesen fénylő fekete színű, míg testének alsó fele fehér. Arca csupasz és vörös. Lábai hússzínűek. Szeme körül fehér tollakból álló gyűrű látható.

## Életmódja
A faj az otthonául szolgáló partok előtt elvonuló a hideg Humboldt-áramlat bőséges halmennyiségéből él. Elsősorban a szardellafélék családjába tartozó Engraulis ringens és  Odontesthes regia halfajokat fogyasztja, melyek az áramlás legnagyobb mennyiségét adják.

## Szaporodása
Fészkelőidőszaka november és december hónapokban van. A megfelelő fészkelőhelyeken óriási kolóniákban költ. Egy nagyobb kolóniában egy négyzetméteren belül akár 3 fészek is lehet. A faj a legnagyobb guanótermelő madár. Telepein óriási mennyiségben, méteres vastagságban is felhalmozódhat a guanó. Fészkét is egyszerűen egy guanóból épített tölcsérszerű alakzat tetejére építi. Fészekaljanként 2-3 tojást rak és a jobb hal-ellátottságú években egy szülőpár fel is tudja nevelni az összes fiókát.

## Természetvédelmi helyzete
A madár és egyéb fajok által felhalmozott guanó bányászata már nagyon régóta folyik. A huszadik századi óriási kitermelések azonban sokszor súlyosan károsították a fajt, mert nem voltak tekintettel a fészkelési időszakra. Emellett a nagyüzemi mértékű halászat beindulása is nagy veszteségeket okozott a madárnak. Az 1984-ben becsült mintegy 3 milliónyi madárnak mára csak mintegy 70%-a maradt meg.
Mindezek  miatt a Természetvédelmi Világszövetség a fajt a „mérsékelten veszélyeztetett” kategóriába sorolja Vörös Listáján.

## Fordítás
- Ez a szócikk részben vagy egészben  a   Guanay Cormorant című angol Wikipédia-szócikk ezen változatának fordításán alapul.  Az eredeti cikk szerkesztőit annak laptörténete sorolja fel. Ez a jelzés csupán a megfogalmazás eredetét és a szerzői jogokat jelzi, nem szolgál a cikkben szereplő információk forrásmegjelöléseként.